# Taba Renah (Pagar Jati)
Taba Renah is een bestuurslaag in het regentschap Bengkulu Tengah van de provincie Bengkulu, Indonesië. Taba Renah telt 809 inwoners (volkstelling 2010).